# An-Nahar
An-Nahar (arabisch النهار, DMG an-Nahār ‚der Tag‘) ist eine führende arabischsprachige Tageszeitung im Libanon. Sie erschien erstmals am 4. August 1933 als ein vierseitiges, handgesetztes Blatt.
Die Zeitung wurde von fünf Angestellten, einschließlich ihres Gründers Gebran Tueni, gemacht und hatte eine Auflage von gerade 500 Exemplaren. Gebrans Sohn Ghassan Tueni und Enkel Gebran Tueni waren spätere Herausgeber und Redakteure.
An-Nahar ist ein Newspaper of record, mit einer rechtsliberalen Ausrichtung und einer streng antisyrischen Haltung. Sie ist in Syrien verboten, wo die anderen wichtigen libanesischen Tageszeitungen frei verfügbar sind.
Gebran, Ghassans Sohn und Chefredakteur von an-Nahar, der bei den Parlamentswahlen im Libanon 2005 in einem Beiruter Wahlbezirk gewählt wurde, fiel am 12. Dezember 2005 in Mkalles in der Nähe von Beirut einem Attentat durch eine Autobombe zum Opfer. Gebran, ein starker Kritiker Syriens und seiner Hegemonie, war gerade aus Paris zurückgekehrt, wo er aus Angst vor einer Ermordung lebte. „Stellvertretende Generalmanagerin“ der Zeitung ist seit 2007 Nayla Tueni, die Tochter des ermordeten Gebran Tueni.
Prominente Autoren für an-Nahar waren unter anderem der Schriftsteller und Kritiker Elias Khoury, der die wöchentliche Kulturbeilage al-Mulhaq (die donnerstags erscheint) redigiert, und, vor seiner Ermordung, der Historiker, Journalist und politische Aktivist Samir Kassir.
An-Nahar ist heute mit einer Auflage von 40.000 Exemplaren die größte libanesische Tageszeitung und gilt als „liberales Aushängeschild des Landes“.